# Lanistes nasutus
Lanistes nasutus е вид коремоного от семейство Ampullariidae.

## Разпространение
Видът е разпространен в Малави и Мозамбик.